# Bambesa (territoire)
Le territoire de Bambesa est une Entité Administrative Déconcentrée (EAD) de la province du Bas-Uélé issue du démembrement de l’ancienne Province Orientale.

## Localisation
Le territoire de Bambesa est le plus petit du Bas-Uele. Il a une superficie de 9 130 km2. Il est limité :
- au nord : par les territoires d'Ango et de Bondo ;
- à l'est : par le territoire de Poko ;
- à l'ouest : par le territoire de Buta ;
- au sud : par le territoire de Banalia dans la province de la Tshopo.

## Géographie
Il s'étend au centre et au sud de la province.

## Communes
Le territoire compte deux communes rurales de moins de 80 000 électeurs.
- Bambesa, (7 conseillers municipaux)
- Dingila, (7 conseillers municipaux)

## Chefferies
Il est divisé en neuf chefferies. :
- Chefferie Bakete
- Chefferie Bikapo
- Chefferie Bokiba
- Chefferie Bolungwa
- Chefferie Makere I
- Chefferie Makere II
- Chefferie Makere-Bakete
- Chefferie Mange
- Chefferie Mondongwale